# Croton subsuavis
Espèce
Classification APG II (2003)
Croton subsuavis est une espèce de plantes à fleurs du genre Croton et de la famille des Euphorbiaceae, présente en Colombie (Tolima).